# T-Centralen
T-Centralen bildet das Herz des Stockholmer U-Bahnnetzes. Das T zu Beginn des Stationsnamens steht für tunnelbana (schwed. für U-Bahn). An der Station T-Centralen treffen alle Linien des Stockholmer U-Bahn-Systems zusammen. Dieser Umstand sowie die Lage in der Innenstadt und der Nähe zum Hauptbahnhof („Centralstationen“) machen die Station zur meistfrequentierten in der schwedischen Hauptstadt. Sie befindet sich im Stadtteil Norrmalm, zwischen Sergels torg und Vasagatan.
An einem normalen Winterwerktag steigen 247.700 Pendler hier zu.
Über einen unterirdischen Durchgang gelangt man von hier aus zum Stockholmer Hauptbahnhof mit Regional- und Fernverkehrsverbindungen sowie zum Zentralen Omnibusbahnhof „Cityterminalen“. Der Durchgang erleichtert Fernreisenden den Übergang zur U-Bahn.
Bis zum 27. Januar 1958 war der Name der Station „Centralen“. Da es aber häufig Verwechslungen mit dem Hauptbahnhof gab, wurde der Name geändert.

## Erste Station: Grüne Linie (Linie 17–19) und Rote Linie (Linie 13 und 14)
Die Station wurde am 24. November 1957 als 38. Station im Stockholmer U-Bahn-Netz eröffnet. Diesen Teil der Station T-Centralen passieren die Grüne Linie (L 17-19) aus Richtung Gamla stan (Altstadt) und Hötorget, sowie die Rote Linie (L 13-14) zwischen Gamla Stan und Östermalmstorg. Die Station befindet sich genau unter der Klara kyrka (Klarakirche) und dem Kaufhaus Åhléns.
Die Station hat zwei Bahnsteige auf verschiedenen Ebenen. Die obere Ebene liegt 8,5 Meter unter der Erde und wird von den nordwärts fahrenden Zügen der Grünen Linie (Richtung Hässelby strand, Alvik und Åkeshov) und den südwärts fahrenden Zügen der Roten Linie (Richtung Fruängen und Norsborg) benutzt. Der untere Bahnsteig liegt 14 Meter tief und wird von den südwärts fahrenden Zügen der Grünen Linie (Richtung Fårsta Strand, Hagsätra und Skarpnäck) und den nordwärts fahrenden Zügen der Roten Linie (Richtung Mörby Centrum und Ropsten) bedient.

### Eingänge
Dieser Teil der Station hat zwei Eingänge. Der südliche davon befindet sich südwestlich und zwei Türen Richtung Vasagatan 20, Klara Västra Kyrkogatan 20 und zum unterirdischen Durchgang zum Stockholmer Hauptbahnhof, welcher am 1. Dezember 1958 eröffnet wurde. Der zweite Eingang ist nordöstlich gelegen und hat Türen zu Drottninggatan, zu Sergels torg 16 und zu Klarabergsgatan 48.

## Zweite Station: Blaue Linie (Linie 10 und 11)

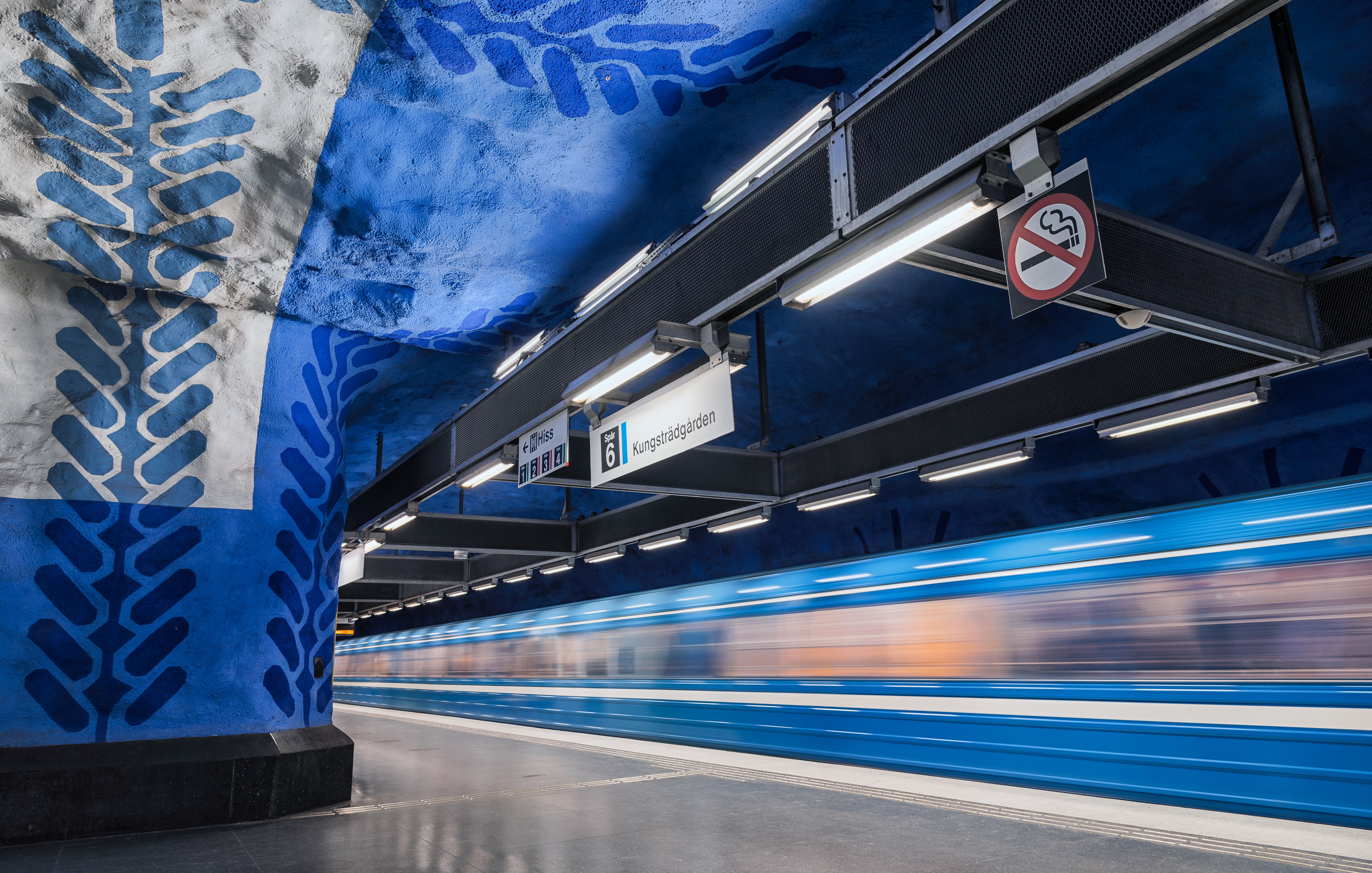
Bahnsteig der blauen Linie in Richtung Kungsträdgården

Der zweite Teil von T-Centralen wurde am 31. August 1975 als 79. Station im Stockholmer U-Bahn-Netz eröffnet. Die Blaue Linie fährt von hier sowohl in Richtung Kungsträdgården (östlich) als auch in Richtung Akalla und Hjulsta (nordwestlich). Die Station liegt genau unter dem Kaufhaus Åhléns und der Hauptpost "Centralposten". Sie liegt etwa 30 Meter tief und hat einen Bahnsteig.

### Eingänge
Die Station hat zwei Eingänge. Der erste hat zwei Türen zu Vasagatan 9 (etwa 150 Meter nördlich des Hauptbahnhofs an Vasagatan) und gegenüberliegend an Vasagatan 36. Der nördliche Ausgang ist mit dem anderen Teil der Station verbunden und führt zu Sergels torg. Um von hier aus zur Blauen Linie zu kommen, muss man die Fahrstühle benutzen.

## Künstlerische Ausgestaltung
Mehrere Künstler waren an der Ausgestaltung der U-Bahn-Station T-Centralen beteiligt.

### Ausgang Vasagatan
Die Wände sind mit einem Dekor verziert, dass der Künstler Jörgen Fågelqvist "Tur och retur" ("Hin und zurück") genannt hat. Das Dekor stammt aus dem Jahre 1957 und wurde 1962 und 1995 ergänzt.

### Erste Station

#### Obere Ebene
- Sitzelemente aus Steingut von Erik Möller-Nielsen (1957)
- Kacheldekor "Karlavagnen" von Anders Österlin und Signe Persson-Melin (1957)
- Relief "Linje" auf schwarzem Pfeiler von Berndt Helleberg (1957)
- "Kvinnopelare" ("Frauenpfeiler"), Zeichnungen auf schwarzem Pfeiler von Siri Derkert (1957)
- Stein- und Glasmosaik "Det Klara som trots allt inte försvinner" ("Der Stadtteil Klara, der trotz allem nicht verschwindet") auf Steinpfeiler von Vera Nilsson (1957)
- Wanddekor und Glasprismen von Erland Melanton und Bengt Edenfalk (1958)

#### Untere Ebene
- Ziegel mit Mustern von Oscar Brandtberg (1957)
- Kleine Relieftafeln auf Pfeiler von Torsten Treutiger (1957)
- Schmiedeeisernes Gitter im Durchgang Richtung Klara kyrka (derzeit nicht zugänglich) von Britt-Louise Sundell (1964)

### Zweite Station
- Blaue Ranken, Blumen sowie Bauarbeitersilhouetten von Per Olov Ultvedt (1975)
- Wechselnde Gemälde im Verbindungsgang zur ersten Station
- Emaillierte Tafeln "Take the A-train" von Carl Fredrik Reuterswärd (1984)

## Reisezeit
| Linie | bis Station     | Reisezeit | bis Station                       | Reisezeit         |
| T17   | Åkeshov         | 20 min    | Gamla stan Slussen                | 3 min 4 min       |
| T17   | Skarpnäck       | 19 min    | Gamla stan Slussen                | 3 min 4 min       |
| T18   | Alvik           | 13 min    | Gamla stan Slussen                | 3 min 4 min       |
| T18   | Farsta strand   | 23 min    | Gamla stan Slussen                | 3 min 4 min       |
| T19   | Hässelby strand | 32 min    | Gamla stan Slussen                | 3 min 4 min       |
| T19   | Hagsätra        | 23 min    | Gamla stan Slussen                | 3 min 4 min       |
| T13   | Ropsten         | 8 min     | Östermalmstorg Gamla stan Slussen | 3 min 3 min 4 min |
| T13   | Norsborg        | 36 min    | Östermalmstorg Gamla stan Slussen | 3 min 3 min 4 min |
| T14   | Mörby centrum   | 15 min    | Östermalmstorg Gamla stan Slussen | 3 min 3 min 4 min |
| T14   | Fruängen        | 18 min    | Östermalmstorg Gamla stan Slussen | 3 min 3 min 4 min |
| T10   | Hjulsta         | 21 min    | Västra skogen                     | 7 min             |
| T10   | Kungsträdgården | 2 min     | Västra skogen                     | 7 min             |
| T11   | Akalla          | 21 min    | Västra skogen                     | 7 min             |
| T11   | Kungsträdgården | 2 min     | Västra skogen                     | 7 min             |